# Chrysobothris texana
Chrysobothris texana är en skalbaggsart som beskrevs av Leconte 1860. Chrysobothris texana ingår i släktet Chrysobothris och familjen praktbaggar. Inga underarter finns listade i Catalogue of Life.